# Mistrovství Evropy v orientačním běhu 2022
14. Mistrovství Evropy v orientačním běhu 2022 se konalo ve dnech 3. až 7. srpna v Estonsku, s hlavním centrem ve městě Rakvere. Mistrovství proběhlo v novém formátu zaměřeném výhradně na lesní disciplíny, které jsou na programu v sudé roky (zatímco v liché roky se konají pouze sprintové disciplíny). Tento formát byl poprvé zaveden v moderní historii mistrovství Evropy, přičemž podobný přístup byl použit pouze v letech 1962 a 1964. Mistrovství Evropy bylo zároveň druhým kolem Světového poháru 2022. Estonská federace byla původně pověřena pořádáním mistrovství na rok 2020, avšak kvůli pandemii covidu-19 muselo být odloženo o dva roky. Závody se odehrály v oblastních lesích poblíž Rakvere, konkrétně v lokalitě Põlula, která je známá rozmanitým terénem s mnoha morénovými útvary, bažinami a různorodou vegetací. Tento terén poskytl závodníkům náročné podmínky pro navigaci a volbu ideálních tras.
Mistrovství nabídlo čtyři hlavní závody: kvalifikaci na střední trať, dlouhou trať, finále střední tratě a štafety. Závody byly poznamenány technicky náročnými tratěmi, které kladly důraz na přesnou orientaci a strategické rozhodování. Výsledky ukázaly překvapivé vítěze, zejména na dlouhé trati, kde triumfovali Martin Regborn ze Švédska a Venla Harju z Finska, kteří dokázali využít chyby favoritů k zisku titulu mistrů Evropy.

## Program závodů mistrovství Evropy v orientačním běhu 2022
Mistrovství Evropy v orientačním běhu 2022 se konalo v estonské oblasti Põlula nedaleko města Rakvere jako součást druhého kola Světového poháru. Závody začaly ve středu 3. srpna kvalifikací na střední trati. Ve čtvrtek 4. srpna následoval závod na dlouhé trati. Po volném dni v pátek pokračovalo mistrovství v sobotu 6. srpna finále na střední trati a v neděli 7. srpna štafetovými závody. Centrem všech závodů bylo RMK Põlula Fish Rearing Centre (Rybí líheň Põlula). Terén byl charakteristický mnoha typickými morénovými útvary s převýšením kolem 30 metrů, četnými kopečky a sníženinami s hloubkami a výškami až 10 metrů. Vegetace byla velmi různorodá, převážně lesní porost s různou průběžností, což kladlo vysoké nároky na navigaci a fyzickou připravenost závodníků. Tento technicky náročný terén byl doplněn o moderní mapové zpracování podle standardu ISOM2017-2, které zajišťovalo přesné zobrazení detailů.
| Rakvere Centrum Mistrovství Evropy 2022 - ESTONSKO | Den      | Závod                                 | Centrum závodu   |
| -------------------------------------------------- | -------- | ------------------------------------- | ---------------- |
| Rakvere Centrum Mistrovství Evropy 2022 - ESTONSKO | 2 srpna  | modelový závod, zahajovací ceremoniál |                  |
| Rakvere Centrum Mistrovství Evropy 2022 - ESTONSKO | 3. srpna | Middle - kvalifikace                  | Rakvere - Põlula |
| Rakvere Centrum Mistrovství Evropy 2022 - ESTONSKO | 4. srpna | Long                                  | Rakvere - Põlula |
| Rakvere Centrum Mistrovství Evropy 2022 - ESTONSKO | 5. srpna | volný den                             |                  |
| Rakvere Centrum Mistrovství Evropy 2022 - ESTONSKO | 6. srpna | Middle - finále                       | Rakvere - Põlula |
| Rakvere Centrum Mistrovství Evropy 2022 - ESTONSKO | 7. srpna | Štafery, závěrečný ceremoniál         | Rakvere - Põlula |

Každý závod přinesl jedinečné výzvy díky variabilitě terénu, který zahrnoval jak rychlé otevřené pasáže, tak hustě zarostlé oblasti vyžadující precizní orientaci.

## Účastníci
Mistrovství Evropy v orientačním běhu 2022 se zúčastnili sportovci z 31 členských výprav Mezinárodní federace orientačního běhu, kteří soutěžili ve sprintových disciplínách.  
Z celkem 291 závodníků bylo 163 mužů a 128 žen. Celkový počet účastníků včetně týmových funkcionářů činil 350 osob.
- Austrálie (6+6)
- Rakousko (6+5)
- Belgie (6+3)
- Bulharsko (3+2)
- Kanada (1+0)
- Česko (4+4)
- Dánsko (8+12)
- Estonsko (10+7)
- Finsko (9+10)
- Francie (9+6)
- Německo (9+2)
- Spojené království (7+7)
- Hongkong (5+4)
- Maďarsko (0+0)
- Izrael (4+0)
- Itálie (4+3)
- Japonsko (0+4)
- Lotyšsko (7+4)
- Litva (6+4)
- Moldavsko (0+1)
- Nový Zéland (1+1)
- Norsko (10+10)
- Polsko (4+3)
- Portugalsko (0+1)
- Slovensko (5+2)
- Španělsko (6+4)
- Švédsko (11+12)
- Švýcarsko (12+12)
- Turecko (1+0)
- Ukrajina (6+6)
- USA (1+0)

Poznámka: Čísla v závorkách označují počet mužů (+ žen).

## Závod na dlouhé trati (Long)

Krajina oblasti Põlula.

Závod na dlouhé trati, který se konal 4. srpna 2022 v rámci Mistrovství Evropy v orientačním běhu 2022, byl jedním z vrcholů šampionátu. Trať byla situována v oblasti Põlula nedaleko města Rakvere. Tento závod přinesl závodníkům náročné výzvy v podobě technicky složitého terénu s nízkou viditelností, hustou vegetací a morénovými útvary, které vyžadovaly precizní navigaci a strategické rozhodování. Trať pro muže měřila 17,3 km s převýšením 275 m a obsahovala 31 kontrol. Ženy absolvovaly trať dlouhou 12,9 km s převýšením 225 m a 20 kontrolami. Závod byl charakteristický dlouhými postupy, které nabízely různé varianty tras, a to zejména díky zakázaným oblastem a přírodním překážkám, jako byly neprostupné bažiny nebo říční toky. Nejdelší postupy často rozhodovaly o výsledku závodu, protože volba optimální trasy mohla znamenat rozdíl několika minut. V mužské kategorii zvítězil Martin Regborn ze Švédska s časem 1:39:18, následovaný Eskilem Kinnebergem z Norska (+0:31) a Eliasem Kuukkou z Finska (+1:06). V ženské kategorii triumfovala Venla Harju z Finska s časem 1:29:52, druhé místo obsadila Tove Alexanderssonová ze Švédska (+0:17) a bronz získala další Finka, Marika Teini (+0:52). Závod byl poznamenán nejen fyzickými nároky, ale také nutností rychle reagovat na nečekané situace v terénu. Mnozí favorité se potýkali s chybami při volbě postupu nebo při dohledávkách kontrol. Tento závod tak podtrhl význam nejen fyzické kondice, ale i mentální odolnosti a schopnosti adaptace na měnící se podmínky.
| - Traťové parametry: 17,3 km, 31 kontrol, 275 m převýšení - Mapa: Põlula - 128 závodníků | - Traťové parametry: 17,3 km, 31 kontrol, 275 m převýšení - Mapa: Põlula - 128 závodníků | - Traťové parametry: 17,3 km, 31 kontrol, 275 m převýšení - Mapa: Põlula - 128 závodníků | - Traťové parametry: 17,3 km, 31 kontrol, 275 m převýšení - Mapa: Põlula - 128 závodníků | - Traťové parametry: 12,9 km, 20 kontrol, 225 m převýšení - Mapa: Põlula - 98 závodnic | - Traťové parametry: 12,9 km, 20 kontrol, 225 m převýšení - Mapa: Põlula - 98 závodnic | - Traťové parametry: 12,9 km, 20 kontrol, 225 m převýšení - Mapa: Põlula - 98 závodnic | - Traťové parametry: 12,9 km, 20 kontrol, 225 m převýšení - Mapa: Põlula - 98 závodnic |
| Umístění                                                                                 | Jméno                                                                                    | Čas                                                                                      | Ztráta                                                                                   | Umístění                                                                               | Jméno                                                                                  | Čas                                                                                    | Ztráta                                                                                 |
| Zlatá medaile                                                                            | Martin Regborn                                                                           | 1:39:18                                                                                  |                                                                                          | Zlatá medaile                                                                          | Venla Harju                                                                            | 1:29:52                                                                                |                                                                                        |
| Stříbrná medaile                                                                         | Eskil Kinneberg                                                                          | 1:39:49                                                                                  | +0:31                                                                                    | Stříbrná medaile                                                                       | Tove Alexanderssonová                                                                  | 1:30:09                                                                                | +0:17                                                                                  |
| Bronzová medaile                                                                         | Elias Kuukka                                                                             | 1:40:24                                                                                  | +1:06                                                                                    | Bronzová medaile                                                                       | Marika Teini                                                                           | 1:30:44                                                                                | +0:52                                                                                  |
| 4.                                                                                       | Kasper Harlem Fosser                                                                     | 1:40:56                                                                                  | +1:38                                                                                    | 4.                                                                                     | Sara Hagström                                                                          | 1:31:23                                                                                | +1:31                                                                                  |
| 5.                                                                                       | Emil Svensk                                                                              | 1:42:37                                                                                  | +3:19                                                                                    | 5.                                                                                     | Lina Strand                                                                            | 1:32:29                                                                                | +2:37                                                                                  |
| 6.                                                                                       | Olli Ojanaho                                                                             | 1:44:39                                                                                  | +5:21                                                                                    | 6.                                                                                     | Johanna Öberg                                                                          | 1:32:43                                                                                | +2:51                                                                                  |
| Oficiální výsledky (IOF)                                                                 |                                                                                          |                                                                                          |                                                                                          |                                                                                        |                                                                                        |                                                                                        |                                                                                        |

## Závod na krátké trati (Middle)
Závod na střední trati, konaný 6. srpna 2022 v rámci Mistrovství Evropy v orientačním běhu 2022, se odehrál v oblasti Põlula poblíž města Rakvere. Tento závod byl technicky náročný a vyžadoval od závodníků precizní navigaci v terénu plném morénových útvarů, husté vegetace a různorodých výškových rozdílů. Trať pro muže měřila 6,3 km s převýšením 100 m a obsahovala 22 kontrol. Ženy absolvovaly trať dlouhou 5,3 km s převýšením 90 m a 20 kontrolami. Závod byl charakteristický krátkými postupy v hustém lese, které kladly důraz na přesnou dohledávku kontrol a rychlé rozhodování. Mnoho závodníků se potýkalo s chybami způsobenými nízkou viditelností a složitým terénem. V mužské kategorii zvítězil Albin Ridefelt ze Švédska s časem 35:40, následovaný Antonem Johanssonem ze Švédska (+0:17) a Gustavem Bergmanem (+0:37). V ženské kategorii triumfovala Simona Aebersoldová ze Švýcarska s časem 35:40, druhé místo obsadila Evely Kaasiku z Estonska (+1:27) a bronz získala Venla Harju z Finska (+2:50). Závod byl poznamenán deštivým počasím, které ještě více ztížilo podmínky v už tak náročném terénu. Přesto závodníci předvedli výborné výkony, které podtrhly jejich schopnost adaptace na měnící se podmínky.
| - Traťové parametry: 6,3km, 22 kontrol, 100 m převýšení - Mapa: Põlula - 58 závodníků | - Traťové parametry: 6,3km, 22 kontrol, 100 m převýšení - Mapa: Põlula - 58 závodníků | - Traťové parametry: 6,3km, 22 kontrol, 100 m převýšení - Mapa: Põlula - 58 závodníků | - Traťové parametry: 6,3km, 22 kontrol, 100 m převýšení - Mapa: Põlula - 58 závodníků | - Traťové parametry: 5,3 km, 20 kontrol, 90 m převýšení - Mapa: Põlula - 58 závodníků | - Traťové parametry: 5,3 km, 20 kontrol, 90 m převýšení - Mapa: Põlula - 58 závodníků | - Traťové parametry: 5,3 km, 20 kontrol, 90 m převýšení - Mapa: Põlula - 58 závodníků | - Traťové parametry: 5,3 km, 20 kontrol, 90 m převýšení - Mapa: Põlula - 58 závodníků |
| Umístění                                                                              | Jméno                                                                                 | Čas                                                                                   | Ztráta                                                                                | Umístění                                                                              | Jméno                                                                                 | Čas                                                                                   | Ztráta                                                                                |
| Zlatá medaile                                                                         | Albin Ridefelt                                                                        | 35:40                                                                                 |                                                                                       | Zlatá medaile                                                                         | Simona Aebersoldová                                                                   | 35:40                                                                                 |                                                                                       |
| Stříbrná medaile                                                                      | Anton Johansson                                                                       | 35:57                                                                                 | +0:17                                                                                 | Stříbrná medaile                                                                      | Evely Kaasiku                                                                         | 37:07                                                                                 | +1:27                                                                                 |
| Bronzová medaile                                                                      | Gustav Bergman                                                                        | 36:17                                                                                 | +0:37                                                                                 | Bronzová medaile                                                                      | Venla Harju                                                                           | 38:30                                                                                 | +2:50                                                                                 |
| 4.                                                                                    | Olli Ojanaho                                                                          | 37:45                                                                                 | +2:05                                                                                 | 4.                                                                                    | Ane Dyrkorn                                                                           | 38:57                                                                                 | +3:17                                                                                 |
| 5.                                                                                    | Loïc Capbern                                                                          | 37:59                                                                                 | +2:19                                                                                 | 5.                                                                                    | Marika Teini                                                                          | 39:09                                                                                 | +3:29                                                                                 |
| 6.                                                                                    | Eskil Kinneberg                                                                       | 37:59                                                                                 | +2:19                                                                                 | 6.                                                                                    | Johanna Öberg                                                                         | 40:27                                                                                 | +4:47                                                                                 |
| Oficiální výsledky (IOF)                                                              |                                                                                       |                                                                                       |                                                                                       |                                                                                       |                                                                                       |                                                                                       |                                                                                       |

## Závod štafet
Závod štafet, který se konal 7. srpna 2022 v rámci Mistrovství Evropy v orientačním běhu 2022, byl poslední disciplínou šampionátu. Tento týmový závod se odehrál v oblasti Põlula poblíž města Rakvere. Štafety přinesly napínavé souboje, kde rozhodovaly nejen fyzické schopnosti jednotlivých členů týmu, ale také jejich spolupráce a strategické rozhodování. Každý tým byl složen ze tří závodníků, kteří postupně absolvovali své úseky na trati. Mužské štafety měly délku úseku 6,5 km s převýšením 60 m a 20 kontrolami, zatímco ženské štafety měly délku úseku 5,5 km s převýšením 50 m a 17 kontrolami. Tratě byly navrženy tak, aby kombinovaly technicky náročné navigační úseky s rychlými pasážemi, což kladlo vysoké nároky na orientační schopnosti i fyzickou připravenost závodníků. V mužské kategorii zvítězil tým Norsko, který díky perfektním výkonům všech členů dokázal udržet náskok před ostatními týmy. Druhé místo obsadil tým Švédsko a třetí skončil tým Švýcarsko. V ženské kategorii triumfoval tým Švédsko, následovaný týmem Česko na druhém místě a týmem Norsko na třetím místě. Závod byl poznamenán několika chybami favoritů, které ovlivnily konečné pořadí. Například v ženské kategorii udělala finská závodnice Marika Teini na druhém úseku výraznou chybu, která její tým Finsko 1. vyřadila z boje o medaile. Naopak norský tým dokázal využít kratší varianty forkingu na posledním úseku k získání bronzové medaile. Štafety byly nejen fyzicky náročné, ale také divácky atraktivní díky dramatickým změnám pořadí a těsným soubojům o medaile.
| Zlatá medaile            | Norsko (Magne Dæhli, Kasper Harlem Fosser, Eskil Kinneberg)        | 1:46:44 | –     | Zlatá medaile    | Švédsko (Lina Strand, Sara Hagström, Tove Alexanderssonová)                  | 1:49:18 | –      |
| Stříbrná medaile         | Švédsko (Viktor Svensk, Isaac von Krusenstierna, Max Peter Bejmer) | 1:48:15 | +1:31 | Stříbrná medaile | Česko (Vendula Horčičková, Adéla Indráčková, Tereza Janošíková)              | 1:54:28 | +5:10  |
| Bronzová medaile         | Švýcarsko (Daniel Hubmann, Florian Howald, Matthias Kyburz)        | 1:48:25 | +1:41 | Bronzová medaile | Norsko (Ane Dyrkorn, Marie Olaussen, Andrine Benjaminsen)                    | 1:55:32 | +6:14  |
| 4.                       | Finsko (Elias Kuukka, Olli Ojanaho, Miika Kirmula)                 | 1:50:20 | +3:36 | 4.               | Švýcarsko (Sarina Kyburz, Elena Roos, Simona Aebersoldová)                   | 1:56:21 | +7:03  |
| 5.                       | Estonsko (Kristo Heinmann, Lauri Sild, Kenny Kivikas)              | 1:50:27 | +3:43 | 5.               | Finsko (Ida Haapala, Emmi Jalava, Anu Tuomisto)                              | 1:58:27 | +9:09  |
| 6.                       | Francie (Loïc Capbern, Quentin Moulet, Mathieu Perrin)             | 1:50:40 | +3:56 | 6.               | Dánsko (Malin Aegir Kristiansson, Cecilie Friberg Klysner, Miri Thrane Ødum) | 2:02:49 | +13:31 |
| Oficiální výsledky (IOF) |                                                                    |         |       |                  |                                                                              |         |        |

## Medailové pořadí podle zemí
Pořadí zúčastněných zemí podle získaných medailí v jednotlivých závodech mistrovství (tzv. olympijského hodnocení).
| Medailové pořadí podle zemí | Medailové pořadí podle zemí | Medailové pořadí podle zemí | Medailové pořadí podle zemí | Medailové pořadí podle zemí | Medailové pořadí podle zemí |
| Pořadí                      | Stát                        | Zlatá medaile               | Stříbrná medaile            | Bronzová medaile            | Celkem                      |
| --------------------------- | --------------------------- | --------------------------- | --------------------------- | --------------------------- | --------------------------- |
| 1.                          | Švédsko                     | 4                           | 3                           | 1                           | 8                           |
| 2.                          | Finsko                      | 2                           | 1                           | 1                           | 4                           |
| 3.                          | Norsko                      | 1                           | 1                           | 2                           | 4                           |
| 4.                          | Švýcarsko                   | 1                           | 0                           | 1                           | 2                           |
| 5.                          | Estonsko                    | 0                           | 1                           | 0                           | 1                           |
| 6.                          | Česko                       | 0                           | 1                           | 0                           | 1                           |